# Verkhni Budim
Verkhni Budim (rus: Верхний Будым) és un poble (possiólok) del krai de Perm, a Rússia, que forma part del raion de Gaini. El 2010 tenia 257 habitants. Hi ha set carrers.